# Phratrie (Clan-Verband)
Als Phratrie (abgeleitet von der antiken griechischen phratría „Bruderschaft“) bezeichnet die Ethnologie oder Völkerkunde einen sozialen Zusammenschluss von mehreren Clans (Familienverbänden), die als Gemeinschaft handeln. Die Mitglieder einer Phratrie verstehen sich als miteinander verwandt durch gemeinsame Mütterlinien oder Väterlinien oder bestimmen ihre Zusammengehörigkeit durch eine gemeinsame kultische Beziehung auf ein Totemtier als ihrem Gruppen-Schutzgeist. Beispiele für Phratrien sind Gruppierungen bei vielen Indianervölkern Nordamerikas, die größer sind als ein Clan, aber nicht die ganze Gesellschaft umfassen.
Eine Phratrie kann wirtschaftlich zusammenarbeiten, eigene religiöse Kulte pflegen, als politische Einheit wirken und gemeinsam mit anderen Phratrien die soziale Organisation einer ethnischen Gesellschaft bilden. Phratrien können in einzelne Untergruppen gegliedert sein, in Segmente und Subsegmente. Die Mitglieder einer Phratrie heiraten meist nicht untereinander, sondern nur außerhalb der beteiligten Clans (exogam), wechselseitig mit anderen Phratrien.
Ein Unterschied besteht dabei zwischen Clans und so genannten Lineages (Abstammungsgruppen) – diese können ihre gemeinsame Abstammung relativ eindeutig ableiten, während Clans sich von einem zumeist nur mythischen, sagenhaften Urahnen herleiten oder sich stattdessen auf ein Totemtier als gemeinsamen Schutzgeist beziehen (totemistische Clans). Deshalb schließen sich Lineages im Allgemeinen nicht zu Phratrien zusammen, sondern bilden Heiratsallianzen mit Lineages anderer Herkunft.
Phratrien werden in der Ethnosoziologie mit Clans, Lineages und Moiety-Erblinien übergeordnet als „einlinige Abstammungsgruppen“ zusammengefasst (unilineal descent groups). Sie sind nicht deckungsgleich mit Verwandtschaftsgruppen (Kindreds), diese bestehen aus dem persönlichen Netzwerk einer einzelnen Person zu Verwandten beider Elternteile.

## Beispiele
In Nordamerika bestanden die einzelnen Stämme der matrilinearen Irokesen aus je zwei Phratien, als Verbände mehrerer miteinander verwandter Clans (siehe den Stamm der Mohawk). Diese Zweiteilung, die sich auch bei anderen Indianervölkern findet oder früher fand, unterscheidet sich von dem Moiety-System mit zwei Erblinien, das sich bei vielen Völkern in Australien, Papua-Neuguinea und Melanesien findet (siehe beispielsweise die Tolai). Moieties sind keine (freiwilligen) Zusammenschlüsse, sondern grundlegende Einteilungen nach sozialen Merkmalen: nach einliniger Abstammung, nach der Himmelsrichtung des Siedlungsgebietes oder nach gesellschaftlicher Aufgabe.
Die nordamerikanischen Osage-Indianer waren in zwei patrilineare Moieties unterteilt, die wiederum in vier Phratrien aufgeteilt waren, die bei der gemeinsamen Kriegsführung der Männer zusammenwirkten.
Die Hopi-Indianer waren früher in 30 matrilineare Clans aufgeteilt, die in 9 Phratrien gruppiert waren, von denen es viele heute nicht mehr gibt; eine von ihnen ist eine zeremonielle Flötenspieler-Gemeinschaft.
Bei den matrilinearen Crow-Indianern schlossen sich jeweils zwei oder drei Clans zu einer Phratrie zusammen: zur gemeinsamen Jagd, zu Festen und zur gegenseitigen Unterstützung.
Bei den patrilinearen Potawatomi-Indianern waren sämtliche Clans in sechs Phratrien aufgeteilt: Wasser (Water), Vogel (Bird), Büffel (Buffalo), Wolf (Wolf), Bär (Bear) und Mann (Man). Bei Ritualen, Festlichkeiten und Tänzen war eine Phratrie als Gastgeber verantwortlich, eine zweite für die Versorgung mit Essen und Trinken und die dritte Phratrie für das Ausrichten der Zeremonien.
Die patrilinearen Chanten, eine finno-ugrische Ethnie im Westen Sibiriens, waren früher in zwei Phratrien unterteilt.